# Râul Șugău, Iza
Râul Șugău este un curs de apă, afluent al râului Iza.

## Hărți
- Harta județului Maramureș
- Harta Munții Gutâi  Arhivat în 4 martie 2016, la Wayback Machine.